# Jan van Riebeke
Jan van Riebeke (ca. 1440 - Brugge, 30 januari 1504) was burgemeester van Brugge.

## Levensloop
Van Riebeke was getrouwd met Maria van Hertsberghe (†1481) en hertrouwde met Anna Heyle (of Steylin).
Hij deed zijn intrede in het Brugse stadsbestuur als raadslid in 1465. Hij was bij herhaling thesaurier of 'gecommitteerde' samen met vijf anderen voor de inspectie van de stadsfinancies, in 1474, 1478, 1482 en 1483. Hij was schepen in 1472 en 1477 en werd burgemeester van de schepenen in 1479-1480.
In 1477 werd hij samen met vijftien andere voormalige stadsbestuurders, door het nieuw bestuur (aangesteld in de prerevolutionaire sfeer na de dood van Maria van Bourgondië) gearresteerd op beschuldiging van slecht financieel beheer. Hij kon er zich uit redden aangezien hij twee jaar later burgemeester werd.
Tijdens zijn burgemeesterschap werd hij in 1480 lid van de Edele Confrerie van het Heilig Bloed en was er in 1483 proost van.
In 1488 was hij baljuw van Monnikerede en Hoeke, wellicht tot in 1495.
In december 1481 werd hij, samen met Willem Moreel en met Jan van Nieuwenhove zoon van Nicolaas, door Maximiliaan voor de Grote Raad van Mechelen aangeklaagd voor wanbeheer. De beklaagden werden in 1482 op borg vrijgelaten en een vonnis kwam er nooit, na de plotse dood van Maria van Bourgondië.  In 1483 verijdelde Jan van Nieuwenhove zoon van Nicolaas, die ondertussen schout was geworden, een moordaanslag die beraamd werd op Van Riebeke. 
Toen Maximiliaan in 1488 het gezag over de stad heroverde, na de bekende troebelen waarbij hij een aantal dagen de gevangene van de stad Brugge was, verdween van Riebeke opnieuw, en nadat in 1492 vrede werd gesloten tussen de aartshertog en zijn hevigste tegenstander Filips van Kleef, kwam hij in 1493 terug.
Hij werd met zijn beide echtgenoten bijgezet onder een koperen grafzerk in de Sint-Donaaskathedraal.

## Bron
- Stadsarchief Brugge, Lijst van de Wetsvernieuwingen van 1358 tot 1794.